# Léon Soulié
 (février 2023).
Si vous disposez d'ouvrages ou d'articles de référence ou si vous connaissez des sites web de qualité traitant du thème abordé ici, merci de compléter l'article en donnant les références utiles à sa vérifiabilité et en les liant à la section « Notes et références ».
Pour les articles homonymes, voir Soulié.
Antoine Léon Soulié né le 17 novembre 1804 à Pompignan et mort le 5 mai 1862 à Toulouse, est un peintre français.
Il fait des études à l'école des beaux-arts de Toulouse. Peintre paysagiste et de la ruralité, très ancré dans le terroir du Sud-Ouest français, on connaît de lui des vues d'Albi, de Castres et de Toulouse. Certaines de ses toiles sont conservées au musée du Vieux Toulouse. Il parcourt en permanence les rues, les berges de la Garonne avec un carnet de croquis, laissant un impressionnant corpus documentaire sur les paysages urbains et la vie quotidienne de son temps.
Il travaille pendant plusieurs années pour l'archevêché d'Albi, où il restaure les plafonds à caissons du palais de la Berbie.
N'ayant pas rencontré le succès, il se jette du clocher de la basilique Saint-Sernin. Toutefois, on ne sait pas s’il a réellement voulu se suicider, ou s’il a été victime d’un malaise.

## Œuvres

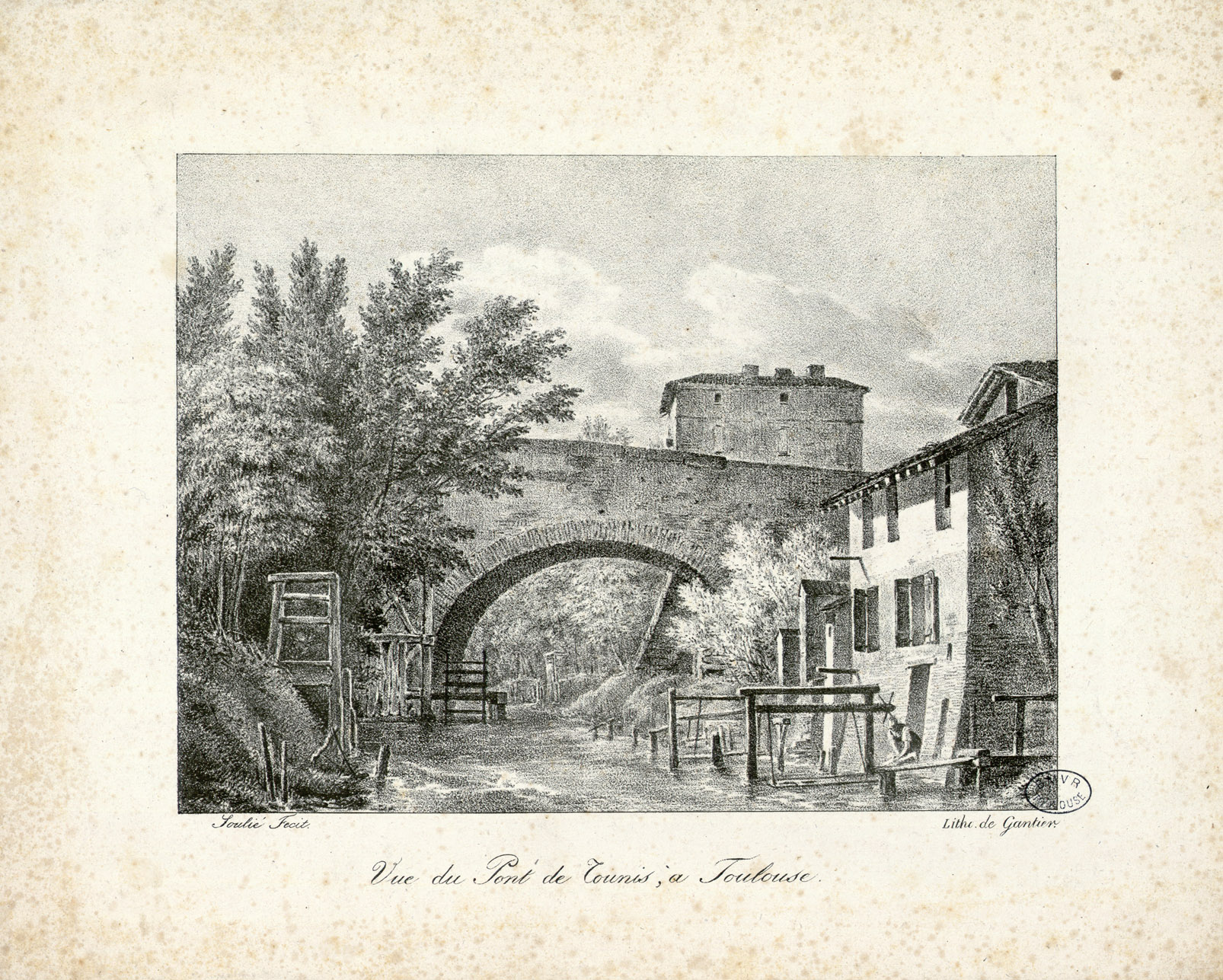
Vue du pont de Tounis à Toulouse, lithographie de Gantier d'après Léon Soulié (Fonds René Ancely).

- Intérieur de cuisine (Hôtel de la Préfecture, Castres)
- Le Moulin (près d'Albi)
- Les blanchisseuses au port de la Daurade, à Toulouse (musée Paul Dupuy, Toulouse)
- Un marché (musée Goya-Jaurès, Castres)
- La cathédrale d'Albi (musée du Vieux Toulouse)
- Paysan en blouse (musée du Vieux Toulouse)
- Poste frontière dans les Pyrénées (musée du Vieux Toulouse)

## Expositions récentes
- Histoire d'une restauration, Musée Calbet de Grisolles, 2008